# Ле-Гран-Кевийи
Ле-Гран-Кевийи (фр. Le Grand-Quevilly) — город на севере Франции, регион Нормандия, департамент Приморская Сена, округ Руан, центр одноименного кантона. Пригород Руана, расположен в 6 км к юго-западу от центра города, на противоположном берегу Сены, внутри одного из её меандров. Через территорию коммуны проходит автомагистраль N338. Один из многочисленных городов-спутников Руана, входит в состав Метрополии Руан Нормандия.
Население (2018) — 25 771 человек.

## Достопримечательности
- Концертный зал Зенит де Руан (Zénith de Rouen) на 8 тыс. мест
- Выставочный центр Руана, расположен на месте бывшего аэродрома
- Развлекательный центр Gaumont-Imax
- Церковь Святого Петра
- Театр Charles-Dullin

## Экономика
Структура занятости населения:
- сельское хозяйство — 0,1 %
- промышленность — 19,8 %
- строительство — 7,3 %
- торговля, транспорт и сфера услуг — 50,2 %
- государственные и муниципальные службы — 22,6 %

Уровень безработицы (2017) — 15,2 % (Франция в целом —  13,4 %, департамент Приморская Сена — 15,3 %). 

Среднегодовой доход на 1 человека, евро (2018) — 19 750 (Франция в целом — 21 730, департамент Приморская Сена — 21 140).

## Демография
Динамика численности населения, чел.

## Администрация
Пост мэра Ле-Гран-Кевийи с 2020 года занимает социалист Николя Рули (Nicolas Rouly), член Совета департамента Приморская Сена от кантона Ле-Гран-Кевийи. На муниципальных выборах 2020 года возглавляемый им левый список победил в 1-м туре, получив 79,76 % голосов.
| Период | Период | Фамилия      | Партия                                                             | Примечания |
| ------ | ------ | ------------ | ------------------------------------------------------------------ | --- |
| 1947   | 1995   | Тони Ларю    | Французская секция Рабочего интернационала Социалистическая партия | президент Генерального совета департамента, президент Регионального совета Верхней Нормандии, депутат Национального собрания Франции, сенатор |
| 1995   | 2000   | Лоран Фабиус | Социалистическая партия                                            | депутат Национального собрания Франции, премьер-министр Франции (1984-1986)                                                                   |
| 2000   | 2020   | Марк Масьон  | Социалистическая партия                                            | генеральный инспектор PTT, депутат Национального собрания Франции, сенатор                                                                    |
| 2020   |        | Николя Рули  | Социалистическая партия                                            | адвокат, член Генерального совета и Совета департамента, президент Совета департамента (2014-2015)                                            |

## Города-побратимы
- Химнкли, Великобритания
- Латцен, Германия
- Нес-Циона, Израиль
- Леви, Канада
- Мурундава, Мадагаскар

## Галерея
- Концертный зал Зенит де Руан
- Церковь Святого Петра